# Vigilantismo na Internet
Vigilantismo na Internet  é o fenômeno dos justiceiros da Internet que se utilizam de diversos meios informatizados para exporem criminosos virtuais, tomando a lei nas próprias mãos. O termo engloba o vigilantismo contra fraudes, crimes e comportamentos não relacionados à Internet. Alguns sugerem que a falta de um controle central da Internet estimula reações vigilantistas contra determinados comportamentos, da mesma forma que estimula em primeiro lugar o surgimento desses comportamentos.

## Métodos
Alguns métodos de vigilância na Internet que têm sido utilizados ou propostos para o uso:

### Scam baiting
Scam baiting é a prática de fingir interesse em uma fraude online para manipular o golpista por trás dela. O objetivo em fisgar golpistas pode ser fazer com que percam tempo, embaraçá-los, levá-los a revelar informações que possam ser úteis às autoridades legais para que os investiguem e os capturem, levá-los a gastar dinheiro ou simplesmente se divertir. O scam baiting emergiu em resposta aos golpes por email como a fraude nigeriana. Muitos sites publicam as transcrições de conversas entre iscas e golpistas e seus "troféus", que incluem vídeos e imagens que as iscas tenham obtido de golpistas.

### Difamação pública
As redes sociais têm sido utilizadas como ferramentas para a divulgação fácil e ampla de percebíveis comportamentos antissociais. David Furlow, presidente do Comitê de Mídia, Privacidade e Difamação da American Bar Association, identificou as potenciais preocupações relacionadas à privacidade, levantadas por sites que facilitam a distribuição de informação que não faz parte do registro público (documentos arquivados em agências do governo), e disse que esses sites "apenas dão voz a pessoas cujas declarações podem não refletir a verdade".

#### Exemplos notáveis

##### OYouTubee o incidente da tortura de um gato
Um vídeo de um jovem abusando fisicamente de um gato foi postado no YouTube. Depois de trinta mil exibições, o YouTube removeu o vídeo e bloqueou a conta em questão. Membros anônimos investigados levaram à identificação do indivíduo como Glenn Kenny de Lawton, Oklahoma e relatou-se a aplicação da lei local. Dois menores foram detidos sob acusações de crueldade contra animais.

##### Garota da bosta de cachorro (dog shit girl)
Em 2005, na Coreia do Sul, blogueiros atacaram uma mulher que se recusou a limpar o "cocô" que seu cachorro defecou no chão de um vagão do metrô de Seul, rotulando-a como "a menina da merda de cão". Um internauta tinha uma fotografia da mulher e seu cão e a postou em um popular site coreano. Poucos dias depois, ela foi identificada por vigilantes e teve muitas de suas informações pessoais expostas na Web com o intuito de puni-la pelo seu ato. A história recebeu bastante atenção quando foi amplamente divulgada pela mídia na Coreia do Sul e também foi assunto em comunidades coreanas nos Estados Unidos. A humilhação pública levou a mulher a abandonar a universidade de acordo com relatórios.
A reação ao incidente por parte dos coreanos levou vários jornais a publicarem editoriais expressando preocupação com o vigilantismo na Internet. Um jornal citou Daniel Solove, dizendo que a mulher foi vítima de uma caçada virtual, rastreando violadores da lei e marcando-os com Scarlet Letters virtuais. Um outro identificou o incidente como "uma caça às bruxas virtual" e disse que "a Internet está transformando toda a sociedade em um tribunal canguru".

##### Evan Guttman e osmartphoneroubado
Outros exemplos notáveis incluem também o caso de Evan Guttman e o smartphone Sidekick II roubado de seu amigo, e o caso de Jesse McPherson e seu Xbox 360 Powerbook e TV roubados.

##### Zhang Ya e o terremoto de Sichuan
Em 2008, uma menina chamada Zhang Ya (张雅), da província de Liaoning, nordeste da China, publicou um vídeo de quatro minutos se queixando da quantidade de atenção dada pela televisão às vítimas do terremoto de Sichuan. Uma intensa resposta por vigilantes resultou em detalhes pessoais da menina (incluindo até mesmo o seu tipo de sangue) sendo disponibilizados online, bem como dezenas de respostas em sites e blogs chineses. A menina foi levada em custódia pela polícia por três dias, como proteção contra as ameaças de morte por parte de vigilantes.

##### Stephen Fowler eWife Swap
Stephen Fowler, um Inglês expatriado e empresário de capital de risco, ganhou notoriedade depois de sua performance no Wife Swap  da rede de TV americana ABC, quando sua esposa trocou de posição com uma mulher de uma família em Missouri por um período de duas semanas. Em resposta às suas mudanças de regras (procedimento-padrão para a segunda semana do show), ele insultou sua convidada e vários grupos, incluindo as classes mais baixas, os soldados e os acima do peso.
Vários sites foram feitos em protesto contra o seu comportamento, como StephenFowlerSucks.com[ligação inativa]. Depois do show, e após assistir ao vídeo do programa, sua esposa, uma life coach profissional, relatou que ela tinha o encorajado a participar de um aconselhamento de comportamento profissional. Empresas que possuíam apenas uma conexão tangencial com Fowler negaram publicamente qualquer ligação com ele devido à publicidade negativa. Ele renunciou às suas posições nos conselhos administrativos de duas organizações de preservação ambiental para evitar atrair atenção negativa da imprensa.

##### Incidente de abuso de ciclista
Em 2008, circulou na Internet o vídeo de Patrick Pogan, um policial novato, espancando Christopher Long, um ciclista de espírito livre. A briga aconteceu quando membros da Massa Crítica conduziam uma passeata ciclística pela Times Square. O oficial afirmou que o ciclista virou bruscamente em sua direção e foi acusado de agressão, conduta desordeira e resistência à prisão. O vídeo foi viral na Internet por mais de dois milhões de visualizações. As acusações contra o ciclista foram posteriormente abandonadas e Pogan foi declarado culpado e condenado por mentir sobre o confronto com o ciclista.

##### Grupo vigilante atormenta uma mãe
Em 2009, foi criado um grupo no Facebook acusando uma mãe solteira pela morte de uma criança de treze meses em seu orfanato. Foi o então marido da mãe quem que se declarou culpado pelo homicídio e a mãe não foi acusada por qualquer delito.

### Negação de serviço distribuída
Um ataque de DDoS pode ser usado para derrubar sites mal-intencionados, como aqueles utilizados para phishing. Milhares de pessoas geram simultaneamente tráfego com um site, sobrecarregando-o de uma forma que estoure sua cota de rede ou simplesmente o impeça de atender a requisições em tempo hábil.

### Combate ao terrorismo
Shannen Rossmiller é um juiz americano de Montana com um papel controverso de vigilante online caçador de terroristas, posando como militante muçulmano radical antiamericano online, na esperança de atrair a atenção de pessoas com mentalidade semelhante.

### Antipedofilia e vigilantismo na Internet
Perverted Justice é um exemplo de uma bem conhecida organização antipedofilia que visa expor e condenar adultos que, através de e-mails ou web sites, se aproximam de menores para abusá-los sexualmente. Eles colaboram frequentemente com equipes de televisão. Alguns blogs hospedados gratuitamente alegam expor pedófilos criminosos reais ou em potencial.
Outra iniciativa, o Predator Hunter, liderado por Wendell Kreuth, tem como objetivo rastrear e expor atividades relacionadas a pornografia de alegados "predadores sexuais". Em 2002, Kreuth divulgou detalhes de suas atividades em uma entrevista à rádio pública de Minnesota.
Os membros da subcultura Anonymous também já foram igualmente creditados por caçar abusadores infantis e contribuir com a execução da lei. Eles descrevem-se como um conjunto de indivíduos unidos por ideias. Deixaram uma marca como mensagem quando o pedófilo canadense Chris Forcand foi preso.
No Reino Unido, a Internet Watch Foundation coopera com provedores de acesso à Internet para filtrar o acesso a determinados sites. Como um órgão não-oficial, sem responsabilidade pública, transparência ou mecanismo de apelo, eles possuem muitas das características de vigilantismo. Em particular, a punição que a IWF utiliza (restringindo o acesso aos domínios através de um proxy) é tecnicamente pobre e resulta em prejuízos para organizações e pessoas não relacionados ao objeto de sua desaprovação.

### Ativismo antirracismo
Alguns vigilantes utilizam-se de táticas semelhantes às dos ativistas antipedofilia para combater o racismo, perseguindo e destruindo grupos racistas no MySpace e em outras redes sociais.

### Ação contra o roubo de identidade
Organizações afins ao vigilantismo contra pedófilos também apostam no roubo de identidade. Posando como ladrões de identidade, eles obtêm informação pessoal roubada, tais como dumps (informação em forma crua obtida de um cartão magnético de débito ou identificação, microchip ou transponder), números de contas bancárias e informações de login, números de identidade etc. E, em seguida, passam essas informações para os bancos relacionados, empresas monitoras de crédito e/ou para as autoridades legais.
Outros grupos são especializados na remoção de sites de phishing, bancos falsos e lojas online fraudulentas, prática conhecida como site-killing. O Artists Against 419 é um site especializado na remoção de falsos sites de bancos. Tais grupos frequentemente usam táticas como ataques DDoS ao site infrator, com o objetivo de chamar a atenção do serviço de hospedagem para o site ou o rápido consumo da cota mensal de largura de banda. O Artists Against 419 sempre defendeu que seus métodos não eram ataques de negações de serviço. De qualquer forma eles abandonaram tais táticas há algum tempo.

### Lucro
Algumas empresas praticam o vigilantismo visando lucro. Um exemplo é a MediaDefender, uma empresa que utiliza métodos como armadilhas, envenenamento P2P e ataques DDoS.

### Ativismo político
Grupos podem empreender atitudes vigilantistas na Internet para espalhar uma mensagem política ou exercer nacionalismo. Um exemplo é o fenômeno do Coração da China, que ocorreu na República Popular da China e de diversas comunidades de imigrantes chineses no exterior. Internautas chineses ficaram indignados por causa de eventos como os protestos durante o revezamento da tocha olímpica em 2008 e as alegações de parcialidade pela mídia ocidental, então blogs, fóruns e websites do mundo de falantes da língua chinesa foram apinhados de sentimento nacionalista.
Um site, Anti-CNN, afirmou que imprensas como a CNN e a BBC reportaram os fatos seletivamente em realação aos distúrbios de 2008 no Tibete e apresentaram apenas um lado da história. O site Anti-CNN proveu screenshots de notícias com alegadas evidências de parcialidade da imprensa. Além disso, estatísticas mostram que mais de um milhão de usuários do MSN Messenger acrescentaram "(L)China" no início de seus nomes de exibição antes do incidente no revezamento da tocha em Paris, em protesto contra o movimento pela independência do Tibete e em apoio às vítimas do terromoto de Sichuan em 2008. Hackers chineses também alegaram terem hackeado os sites da CNN e do Carrefour (rede de supermercados francesa que supostamente estava apoiando a independência tibetana), enquanto sites e fóruns davam tutoriais de como realizar um ataque de DDoS especificamente ao site da CNN.

### Vigilantes do crime
Algumas pessoas formam grupos de extermínio com o objetivo de investigar os casos de alto perfil, mas na realidade muitas vezes o seu objetivo secreto é assediar as pessoas associadas de alguma forma com o crime, mas contra as quais não se tenha obtido sucesso nos tribunais. Casos recentes incluem a morte de JonBenet Ramsey nos EUA e do desaparecimento de Madeleine McCann no Reino Unido. Os operadores desses sites podem estar contando com a competência limitada das leis de difamação na Internet para fazer denúncias contra pessoas que poderiam mover ações de difamação contra eles se as acusações fossem publicadas por outros meios. [carece de fontes?]

### Vigilantismo contra a pirataria desoftwares
Um exemplo citado por Kevin Poulsen no site de notícias de tecnologia securityfocus.com ilustra como dois programadores implementaram e distribuíram um programa que se disfarça como um gerador de chaves de ativação e cracks para softwares ilegais que circulam em redes P2P de compartilhamento de arquivos. A dupla pesquisou por softwares que eram populares nesses sites de compartilhamento de arquivos e etiquetou e nomeou o seu programa com esses nomes. Assim que o software era executado, ele exibia uma grande mensagem: "Pirata mau! Então você acha que pode roubar empresas de software, não é? Isso se chama roubo, mas não se preocupe, o seu segredo está seguro comigo. Vá e não peque mais".
O software então ligava para um servidor central e registrava o nome do arquivo pelo qual foi executado, o tempo durante o qual a mensagem esteve exibida na tela do computador de quem o baixou e o seu IP. A informação era então republicada em um site público exibindo o endereço IP e o país de cada downloader. O programa também tinha uma ID única embutida em cada cópia baixada com o intuito de acompanhar e manter um rastro do movimento dele através de diferentes redes.

## Enquadramento jurídico
Em 2002, nos Estados Unidos, o congressista Howard Berman propôs a Peer to Peer Piracy Prevention Act, que protegeria os detentores dos direitos autorais da responsabilidade por tomar medidas para impedir a distribuição, reprodução ou exibição de seus trabalhos com direitos autorais em redes de computador peer to peer. Berman disse que a legislação daria a detentores de direitos autorais "tanto cenouras como paus" e disse que "os proprietários de direitos autorais devem ser livres para utilizarem com bom senso medidas para impedirem a pirataria pela Internet, se eles puderem fazê-lo sem causar danos". O professor adjunto James D. Miller, do Smith College, reconheceu as ameaças à privacidade de internautas legítimos que tais ações representam, mas fez comparações com outras medidas bem sucedidas de combate a crimes que em potencial invadem a privacidade, como o detector de metais em aeroportos.